# Zdeněk Rygel
Zdeněk Rygel (Ostrava, 1951. március 1. –) olimpiai bajnok csehszlovák válogatott cseh labdarúgó, hátvéd.

## Pályafutása

### Klubcsapatban
A Baník Michálkovice, majd 1966-tól a Baník Ostrava korosztályos csapatában kezdte a labdarúgást. 1972-ben mutatkozott be a Baník első csapatában, ahol három bajnoki címet és két csehszlovák kupa-győzelmet ért el az együttessel. 1983–84-ben a ciprusi EPA Lárnakasz játékosa volt. 1984 és 1986 között a Zbrojovka Brno csapatában szerepelt.

### A válogatottban
1974–75-ben négy alkalommal szerepelt a csehszlovák válogatottban. Tagja volt az 1980-as moszkvai olimpiai játékokon aranyérmet nyert csapatnak.

## Sikerei, díjai
Csehszlovákia
- Olimpiai játékok
  - aranyérmes: 1980, Moszkva

 Baník Ostrava
- Csehszlovák bajnokság
  - bajnok (3): 1975–76, 1979–80, 1980–81
- Csehszlovák kupa
  - győztes (2): 1973, 1978